# Glenea schwarzeri
Glenea schwarzeri là một loài bọ cánh cứng trong họ Cerambycidae.